# A Modern Monte Cristo
A Modern Monte Cristo er en amerikansk stumfilm fra 1917 af Eugene Moore.

## Medvirkende
- Vincent Serrano som Doctor Emerson
- Helen Badgley
- Thomas A. Curran som William Deane
- Gladys Dore
- Boyd Marshall som Tom Pemberton